# Mroczny przedmiot pożądania
Mroczny przedmiot pożądania (fr. Cet obscur objet du désir) – francusko-hiszpański dramat filmowy z 1977 roku w reżyserii Luisa Buñuela, będący jego ostatnim filmem. Scenariusz powstał na motywach powieści Kobieta i pajac z 1898 roku autorstwa Pierre'a Louÿsa, chociaż realia zostały uwspółcześnione. Zdjęcia kręcono w Sewilli, Paryżu i Lozannie.
Zamożny Francuz po sześćdziesiątce zostaje owładnięty przez uczucie do młodej Hiszpanki o imieniu Conchita. W filmie postać dziewczyny zagrały dwie aktorki (Carole Bouquet i Ángela Molina), obrazujące dwie natury kobiecej osobowości. W głównej roli męskiej wystąpił Fernando Rey, po raz czwarty współpracujący z Buñuelem.

## Obsada
- Fernando Rey – Mathieu Faber
- Michel Piccoli – Mathieu Faber (głos)
- Carole Bouquet – Conchita
- Ángela Molina – Conchita
- Florence Giorgetti – Conchita (głos)
- Piéral – psycholog
- Julien Bertheau – Édouard
- André Weber – Martin
- María Asquerino – Perez
- Milena Vukotic – podróżniczka
- Ellen Bahl – rywal
- Muni – woźny
- Bernard Musson – policjant
- Jacques Debary – sędzia
- Valérie Blanco – mała dziewczynka
- Lita Lluch-Peiro – tancerka
- Isabelle Rattier – sekretarka
- Isabelle Sadoyan – strażnik
- Claude Jaeger – właściciel baru
- Antonio Duque – kierowca
- André Lacombe – portier